# Danh sách đô thị bang Bahia

vị trí bang Bahia, Brasil

Đây là danh sách gồm 416 đô thị thuộc bang Bahia (BA) của Brasil.
| #   | Đô thị                      | Tiểu vùng              | Vùng thuộc bang               | Diện tích (km²) | Dân số  | Mật độ  |
| --- | --------------------------- | ---------------------- | ----------------------------- | --------------- | ------- | ------- |
| 1   | Abaré                       | Paulo Afonso           | Vale São-Franciscano da Bahia | 1.693,69        | 14.133  | 8,33    |
| 2   | Abaíra                      | Seabra                 | Centro-Sul Baiano             | 578,36          | 8.776   | 15,17   |
| 3   | Acajutiba                   | Alagoinhas             | Nordeste Baiano               | 267,66          | 14.393  | 53,77   |
| 4   | Adustina                    | Ribeira do Pombal      | Nordeste Baiano               | 619,66          | 14.787  | 23,86   |
| 5   | Aiquara                     | Jequié                 | Centro-Sul Baiano             | 195,17          | 5.137   | 26,32   |
| 6   | Alagoinhas                  | Alagoinhas             | Nordeste Baiano               | 733,969         | 188.853 | 190,40  |
| 7   | Alcobaça                    | Porto Seguro           | Sul Baiano                    | 1.505,99        | 16.728  | 11,11   |
| 8   | Almadina                    | Ilhéus-Itabuna         | Sul Baiano                    | 246,89          | 6.604   | 26,75   |
| 9   | Amargosa                    | Jequié                 | Centro-Sul Baiano             | 435,932         | 33.356  | 76,50   |
| 10  | Amélia Rodrigues            | Catu                   | Metropolitana de Salvador     | 124,08          | 21.783  | 175,56  |
| 11  | América Dourada             | Irecê                  | Centro-Norte Baiano           | 743,89          | 16.186  | 21,76   |
| 12  | Anagé                       | Vitória da Conquista   | Centro-Sul Baiano             | 1.852,55        | 25.562  | 13,80   |
| 13  | Andaraí                     | Seabra                 | Centro-Sul Baiano             | 1.895,16        | 14.020  | 7,40    |
| 14  | Andorinha                   | Senhor do Bonfim       | Centro-Norte Baiano           | 1.207,68        | 13.437  | 11,13   |
| 15  | Angical                     | Cotegipe               | Extremo Oeste Baiano          | 1.638,72        | 13.364  | 8,16    |
| 16  | Anguera                     | Feira de Santana       | Centro-Norte Baiano           | 158,73          | 9.529   | 60,03   |
| 17  | Antas                       | Ribeira do Pombal      | Nordeste Baiano               | 383,99          | 16.275  | 42,38   |
| 18  | Antônio Cardoso             | Feira de Santana       | Centro-Norte Baiano           | 293,22          | 12.110  | 41,30   |
| 19  | Antônio Gonçalves           | Senhor do Bonfim       | Centro-Norte Baiano           | 316,13          | 9.747   | 30,83   |
| 20  | Aporá                       | Alagoinhas             | Nordeste Baiano               | 572,23          | 17.748  | 31,02   |
| 21  | Apuarema                    | Jequié                 | Centro-Sul Baiano             | 150,69          | 7.219   | 47,91   |
| 22  | Aracatu                     | Brumado                | Centro-Sul Baiano             | 1.535,89        | 13.815  | 8,99    |
| 23  | Araci                       | Serrinha               | Nordeste Baiano               | 1.524,068       | 54.092  | 32,30   |
| 24  | Aramari                     | Alagoinhas             | Nordeste Baiano               | 352,54          | 9.457   | 26,83   |
| 25  | Arataca                     | Ilhéus-Itabuna         | Sul Baiano                    | 396,09          | 9.704   | 24,50   |
| 26  | Aratuípe                    | Santo Antônio de Jesus | Metropolitana de Salvador     | 177,15          | 8.483   | 47,89   |
| 27  | Araças                      | Alagoinhas             | Nordeste Baiano               | 419,933         | 11.646  | 27,73   |
| 28  | Aurelino Leal               | Ilhéus-Itabuna         | Sul Baiano                    | 446,45          | 14.206  | 31,82   |
| 29  | Baianópolis                 | Barreiras              | Extremo Oeste Baiano          | 3.360,09        | 9.672   | 2,88    |
| 30  | Baixa Grande                | Itaberaba              | Centro-Norte Baiano           | 982,66          | 20.980  | 20,79   |
| 31  | Banzaê                      | Ribeira do Pombal      | Nordeste Baiano               | 212,32          | 10.961  | 51,63   |
| 32  | Barra                       | Barra                  | Vale São-Franciscano da Bahia | 11.332,95       | 47.202  | 4,17    |
| 33  | Barra da Estiva             | Seabra                 | Centro-Sul Baiano             | 1.401,98        | 20.606  | 14,70   |
| 34  | Barra do Choça              | Vitória da Conquista   | Centro-Sul Baiano             | 778,34          | 32.445  | 41,69   |
| 35  | Barra do Mendes             | Irecê                  | Centro-Norte Baiano           | 1.252,09        | 14.022  | 11,20   |
| 36  | Barra do Rocha              | Ilhéus-Itabuna         | Sul Baiano                    | 192,556         | 6.347   | 32,96   |
| 37  | Barreiras                   | Barreiras              | Extremo Oeste Baiano          | 7.895,241       | 137.794 | 17,50   |
| 38  | Barro Alto                  | Irecê                  | Centro-Norte Baiano           | 425,750         | 13.040  | 30,63   |
| 39  | Barrocas                    | Serrinha               | Nordeste Baiano               | 188,105         | 13.090  | 69,59   |
| 40  | Belmonte                    | Ilhéus-Itabuna         | Sul Baiano                    | 2.009,896       | 21.226  | 10,56   |
| 41  | Belo Campo                  | Vitória da Conquista   | Centro-Sul Baiano             | 608,594         | 15.232  | 25,03   |
| 42  | Biritinga                   | Serrinha               | Nordeste Baiano               | 430,602         | 13.931  | 32,35   |
| 43  | Boa Nova                    | Vitória da Conquista   | Centro-Sul Baiano             | 856,886         | 16.003  | 18,68   |
| 44  | Boa Vista do Tupim          | Itaberaba              | Centro-Norte Baiano           | 2.629,822       | 17.709  | 6,73    |
| 45  | Bom Jesus da Lapa           | Bom Jesus da Lapa      | Vale São-Franciscano da Bahia | 3.951,425       | 56.876  | 14,39   |
| 46  | Bom Jesus da Serra          | Vitória da Conquista   | Centro-Sul Baiano             | 410,033         | 10.096  | 24,62   |
| 47  | Boninal                     | Seabra                 | Centro-Sul Baiano             | 847,905         | 13.234  | 15,61   |
| 48  | Bonito                      | Seabra                 | Centro-Sul Baiano             | 641,229         | 14.113  | 22,01   |
| 49  | Boquira                     | Boquira                | Centro-Sul Baiano             | 1.430,780       | 22.351  | 15,62   |
| 50  | Botuporã                    | Boquira                | Centro-Sul Baiano             | 552,570         | 11.016  | 19,94   |
| 51  | Brejolândia                 | Cotegipe               | Extremo Oeste Baiano          | 2.619,439       | 9.069   | 3,46    |
| 52  | Brejões                     | Jequié                 | Centro-Sul Baiano             | 481,292         | 12.665  | 26,31   |
| 53  | Brotas de Macaúbas          | Boquira                | Centro-Sul Baiano             | 2.372,644       | 11.272  | 4,80    |
| 54  | Brumado                     | Brumado                | Centro-Sul Baiano             | 2.166,532       | 64.947  | 30,00   |
| 55  | Buerarema                   | Ilhéus-Itabuna         | Sul Baiano                    | 209,56          | 20.454  | 97,60   |
| 56  | Buritirama                  | Barra                  | Vale São-Franciscano da Bahia | 3.797,871       | 18.626  | 4,90    |
| 57  | Caatiba                     | Vitória da Conquista   | Centro-Sul Baiano             | 655,581         | 10.367  | 15,07   |
| 58  | Cabaceiras do Paraguaçu     | Santo Antônio de Jesus | Metropolitana de Salvador     | 213,550         | 16.853  | 78,92   |
| 59  | Cachoeira                   | Santo Antônio de Jesus | Metropolitana de Salvador     | 398,472         | 31.966  | 80,20   |
| 60  | Caculé                      | Guanambi               | Centro-Sul Baiano             | 685,914         | 21.824  | 31,82   |
| 61  | Caetanos                    | Vitória da Conquista   | Centro-Sul Baiano             | 857,282         | 12.239  | 14,28   |
| 62  | Caetité                     | Guanambi               | Centro-Sul Baiano             | 2.306,382       | 48.525  | 21,00   |
| 63  | Cafarnaum                   | Irecê                  | Centro-Norte Baiano           | 927,491         | 17.249  | 18,60   |
| 64  | Cairu                       | Valença                | Sul Baiano                    | 451,194         | 13.659  | 30,27   |
| 65  | Caldeirão Grande            | Jacobina               | Centro-Norte Baiano           | 495,837         | 12.866  | 25,95   |
| 66  | Camacan                     | Ilhéus-Itabuna         | Sul Baiano                    | 632,926         | 30.119  | 47,59   |
| 67  | Camamu                      | Valença                | Sul Baiano                    | 885,195         | 31.568  | 35,68   |
| 68  | Camaçari                    | Salvador               | Metropolitana de Salvador     | 759,802         | 197.144 | 259,47  |
| 69  | Campo Alegre de Lourdes     | Juazeiro               | Vale São-Franciscano da Bahia | 2.753,919       | 26.980  | 9,80    |
| 70  | Campo Formoso               | Senhor do Bonfim       | Centro-Norte Baiano           | 6.806,097       | 62.992  | 9,26    |
| 71  | Canarana                    | Senhor do Bonfim       | Centro-Norte Baiano           | 617,991         | 23.357  | 37,80   |
| 72  | Canavieiras                 | Ilhéus-Itabuna         | Sul Baiano                    | 1.375,556       | 33.523  | 24,37   |
| 73  | Candeal                     | Serrinha               | Nordeste Baiano               | 455,278         | 9.011   | 19,79   |
| 74  | Candeias                    | Salvador               | Metropolitana de Salvador     | 264,487         | 78.078  | 295,21  |
| 75  | Candiba                     | Guanambi               | Centro-Sul Baiano             | 397,965         | 12.066  | 30,32   |
| 76  | Cansanção                   | Euclides da Cunha      | Nordeste Baiano               | 1.319,495       | 32.912  | 24,94   |
| 77  | Canudos                     | Euclides da Cunha      | Nordeste Baiano               | 2.984,883       | 13.889  | 24,94   |
| 78  | Canápolis                   | Santa Maria da Vitória | Extremo Oeste Baiano          | 464,307         | 10.153  | 21,87   |
| 79  | Capela do Alto Alegre       | Serrinha               | Nordeste Baiano               | 655,805         | 11.593  | 17,68   |
| 80  | Capim Grosso                | Jacobina               | Centro-Norte Baiano           | 350,032         | 25.684  | 73,38   |
| 81  | Caravelas                   | Porto Seguro           | Sul Baiano                    | 2.361,278       | 20.366  | 8,62    |
| 82  | Caraíbas                    | Brumado                | Centro-Sul Baiano             | 1.125,474       | 10.121  | 8,99    |
| 83  | Cardeal da Silva            | Entre Rios             | Nordeste Baiano               | 184,859         | 8.233   | 44,54   |
| 84  | Carinhanha                  | Bom Jesus da Lapa      | Vale São-Franciscano da Bahia | 2.751,856       | 28.517  | 10,40   |
| 85  | Casa Nova                   | Juazeiro               | Vale São-Franciscano da Bahia | 9.657,505       | 62.372  | 6,46    |
| 86  | Castro Alves                | Santo Antônio de Jesus | Metropolitana de Salvador     | 762,981         | 24.030  | 31,49   |
| 87  | Catolândia                  | Barreiras              | Extremo Oeste Baiano          | 659,717         | 3.079   | 4,50    |
| 88  | Catu                        | Catu                   | Metropolitana de Salvador     | 439,573         | 47.271  | 107,54  |
| 89  | Caturama                    | Boquira                | Centro-Sul Baiano             | 646,080         | 8.545   | 13,23   |
| 90  | Caém                        | Jacobina               | Centro-Norte Baiano           | 497,467         | 9.823   | 19,75   |
| 91  | Central                     | Irecê                  | Centro-Norte Baiano           | 606,999         | 17.259  | 28,43   |
| 92  | Chorrochó                   | Paulo Afonso           | Vale São-Franciscano da Bahia | 2.647,887       | 10.621  | 4,01    |
| 93  | Cipó                        | Ribeira do Pombal      | Nordeste Baiano               | 166,953         | 15.012  | 89,92   |
| 94  | Coaraci                     | Ilhéus-Itabuna         | Sul Baiano                    | 296,820         | 22.597  | 76,13   |
| 95  | Cocos                       | Santa Maria da Vitória | Extremo Oeste Baiano          | 10.084,274      | 16.892  | 1,68    |
| 96  | Conceição da Feira          | Feira de Santana       | Centro-Norte Baiano           | 159,776         | 19.063  | 119,31  |
| 97  | Conceição do Almeida        | Santo Antônio de Jesus | Metropolitana de Salvador     | 281,903         | 15.314  | 54,32   |
| 98  | Conceição do Coité          | Serrinha               | Nordeste Baiano               | 1.086,224       | 59.548  | 54,82   |
| 99  | Conceição do Jacuípe        | Feira de Santana       | Centro-Norte Baiano           | 115,680         | 27.424  | 237,07  |
| 100 | Conde                       | Entre Rios             | Nordeste Baiano               | 950,620         | 21.552  | 22,67   |
| 101 | Condeúba                    | Brumado                | Centro-Sul Baiano             | 1.236,889       | 16.940  | 13,70   |
| 102 | Contendas do Sincorá        | Seabra                 | Centro-Sul Baiano             | 862,085         | 3.353   | 3,89    |
| 103 | Coração de Maria            | Feira de Santana       | Centro-Norte Baiano           | 372,315         | 23.047  | 61,90   |
| 104 | Cordeiros                   | Brumado                | Centro-Sul Baiano             | 554,511         | 8.494   | 15,32   |
| 105 | Coribe                      | Santa Maria da Vitória | Extremo Oeste Baiano          | 2.678,441       | 14.370  | 5,37    |
| 106 | Coronel João Sá             | Jeremoabo              | Nordeste Baiano               | 825,767         | 18.663  | 22,60   |
| 107 | Correntina                  | Santa Maria da Vitória | Extremo Oeste Baiano          | 12.142,427      | 31.671  | 2,61    |
| 108 | Cotegipe                    | Cotegipe               | Extremo Oeste Baiano          | 4.018,594       | 13.879  | 3,45    |
| 109 | Cravolândia                 | Jequié                 | Centro-Sul Baiano             | 159,645         | 5.036   | 31,54   |
| 110 | Cristópolis                 | Cotegipe               | Extremo Oeste Baiano          | 896,458         | 13.440  | 14,99   |
| 111 | Crisópolis                  | Alagoinhas             | Nordeste Baiano               | 505,433         | 19.317  | 38,22   |
| 112 | Cruz das Almas              | Santo Antônio de Jesus | Metropolitana de Salvador     | 150,903         | 58.293  | 386,30  |
| 113 | Curaçá                      | Juazeiro               | Vale São-Franciscano da Bahia | 6.442,190       | 31.889  | 4,95    |
| 114 | Cândido Sales               | Vitória da Conquista   | Centro-Sul Baiano             | 1.301,378       | 26.174  | 20,11   |
| 115 | Cícero Dantas               | Ribeira do Pombal      | Nordeste Baiano               | 658,940         | 30.976  | 47,01   |
| 116 | Dias d'Ávila                | Salvador               | Metropolitana de Salvador     | 207,504         | 53.153  | 256,15  |
| 117 | Dom Basílio                 | Livramento do Brumado  | Centro-Sul Baiano             | 653,03          | 11.079  | 16,97   |
| 118 | Dom Macedo Costa            | Santo Antônio de Jesus | Metropolitana de Salvador     | 93,215          | 3.780   | 40,55   |
| 119 | Dário Meira                 | Vitória da Conquista   | Centro-Sul Baiano             | 400,330         | 12.072  | 30,16   |
| 120 | Elísio Medrado              | Feira de Santana       | Centro-Norte Baiano           | 199,541         | 7.908   | 39,63   |
| 121 | Encruzilhada                | Itapetinga             | Centro-Sul Baiano             | 2.041,093       | 22.234  | 10,89   |
| 122 | Entre Rios                  | Entre Rios             | Nordeste Baiano               | 1.235,821       | 37.188  | 30,09   |
| 123 | Esplanada                   | Entre Rios             | Nordeste Baiano               | 1.370,693       | 29.161  | 21,27   |
| 124 | Euclides da Cunha           | Euclides da Cunha      | Nordeste Baiano               | 2.324,965       | 54.897  | 23,61   |
| 125 | Eunápolis                   | Porto Seguro           | Sul Baiano                    | 1.196,695       | 94.144  | 78,67   |
| 126 | Feira da Mata               | Bom Jesus da Lapa      | Vale São-Franciscano da Bahia | 1.655,819       | 6.217   | 3,75    |
| 127 | Feira de Santana            | Feira de Santana       | Centro-Norte Baiano           | 1.362,9         | 535.820 | 393,15  |
| 128 | Filadélfia                  | Senhor do Bonfim       | Centro-Norte Baiano           | 564,017         | 16.231  | 28,78   |
| 129 | Firmino Alves               | Ilhéus-Itabuna         | Sul Baiano                    | 159,397         | 5.466   | 34,29   |
| 130 | Floresta Azul               | Ilhéus-Itabuna         | Sul Baiano                    | 351,596         | 10.354  | 29,45   |
| 131 | Formosa do Rio Preto        | Barreiras              | Extremo Oeste Baiano          | 16.185,171      | 20.463  | 1,26    |
| 132 | Fátima                      | Ribeira do Pombal      | Nordeste Baiano               | 356,278         | 18.556  | 52,08   |
| 133 | Gandu                       | Ilhéus-Itabuna         | Sul Baiano                    | 229,121         | 29.031  | 126,71  |
| 134 | Gavião                      | Serrinha               | Nordeste Baiano               | 335,567         | 4.443   | 13,24   |
| 135 | Gentio do Ouro              | Irecê                  | Centro-Norte Baiano           | 3.671,237       | 11.478  | 3,13    |
| 136 | Glória                      | Paulo Afonso           | Vale São-Franciscano da Bahia | 1.402,488       | 13.619  | 9,71    |
| 137 | Gongogi                     | Ilhéus-Itabuna         | Sul Baiano                    | 198,305         | 6.827   | 34,43   |
| 138 | Governador Lomanto Júnior   | Ilhéus-Itabuna         | Sul Baiano                    | 120,570         | 6.762   | 56,08   |
| 139 | Governador Mangabeira       | Santo Antônio de Jesus | Metropolitana de Salvador     | 94,359          | 19.793  | 209,76  |
| 140 | Guajeru                     | Brumado                | Centro-Sul Baiano             | 643,439         | 7.224   | 11,23   |
| 141 | Guanambi                    | Guanambi               | Centro-Sul Baiano             | 1.301,8         | 76.203  | 58,50   |
| 142 | Guaratinga                  | Porto Seguro           | Sul Baiano                    | 2.324,317       | 23.501  | 10,10   |
| 143 | Heliópolis                  | Ribeira do Pombal      | Nordeste Baiano               | 324,005         | 14.122  | 43,59   |
| 144 | Iaçu                        | Itaberaba              | Centro-Norte Baiano           | 2.442,840       | 27.691  | 11,34   |
| 145 | Ibiassucê                   | Guanambi               | Centro-Sul Baiano             | 382,472         | 9.446   | 24,70   |
| 146 | Ibicaraí                    | Ilhéus-Itabunav        | Sul Baiano                    | 217,914         | 24.540  | 112,61  |
| 147 | Ibicoara                    | Seabra                 | Centro-Sul Baiano             | 977,170         | 15.768  | 16,14   |
| 148 | Ibicuí                      | Vitória da Conquista   | Centro-Sul Baiano             | 1.163,296       | 15.675  | 13,47   |
| 149 | Ibipeba                     | Irecê                  | Centro-Norte Baiano           | 1.417,141       | 9.519   | 6,72    |
| 150 | Ibipitanga                  | Boquira                | Centro-Sul Baiano             | 945,222         | 13.246  | 14,01   |
| 151 | Ibiquera                    | Itaberaba              | Centro-Norte Baiano           | 1.010,776       | 5.037   | 4,98    |
| 152 | Ibirapitanga                | Ilhéus-Itabuna         | Sul Baiano                    | 470,264         | 18.190  | 40,00   |
| 153 | Ibirapuã                    | Porto Seguro           | Sul Baiano                    | 786,058         | 7.499   | 9,54    |
| 154 | Ibirataia                   | Ilhéus-Itabuna         | Sul Baiano                    | 226,139         | 27.671  | 122,36  |
| 155 | Ibitiara                    | Boquira                | Centro-Sul Baiano             | 1.748,846       | 15.758  | 9,01    |
| 156 | Ibititá                     | Irecê                  | Centro-Norte Baiano           | 564,921         | 17.972  | 31,81   |
| 157 | Ibotirama                   | Barra                  | Vale São-Franciscano da Bahia | 1.391,232       | 24.790  | 17,80   |
| 158 | Ichu                        | Serrinha               | Nordeste Baiano               | 127,965         | 3.403   | 26,60   |
| 159 | Igaporã                     | Guanambi               | Centro-Sul Baiano             | 789,252         | 14.781  | 18,73   |
| 160 | Igrapiúna                   | Valença                | Sul Baiano                    | 512,837         | 12.914  | 25,18   |
| 161 | Iguaí                       | Vitória da Conquista   | Centro-Sul Baiano             | 833,333         | 26.984  | 32,38   |
| 162 | Ilhéus                      | Ilhéus-Itabuna         | Sul Baiano                    | 1.841           | 220.932 | 120,00  |
| 163 | Inhambupe                   | Alagoinhas             | Nordeste Baiano               | 1.163,561       | 32.955  | 28,32   |
| 164 | Ipecaetá                    | Feira de Santana       | Centro-Norte Baiano           | 393,904         | 15.843  | 40,22   |
| 165 | Ipiaú                       | Ilhéus-Itabuna         | Sul Baiano                    | 286,597         | 42.437  | 148,10  |
| 166 | Ipirá                       | Feira de Santana       | Centro-Norte Baiano           | 3.023,659       | 59.674  | 19,74   |
| 167 | Ipupiara                    | Boquira                | Centro-Sul Baiano             | 1.179,535       | 8.931   | 7,57    |
| 168 | Irajuba                     | Jequié                 | Centro-Sul Baiano             | 383,371         | 5.993   | 15,63   |
| 169 | Iramaia                     | Jequié                 | Centro-Sul Baiano             | 1.948,488       | 13.487  | 6,92    |
| 170 | Iraquara                    | Irecê                  | Centro-Norte Baiano           | 800,332         | 20.752  | 25,93   |
| 171 | Irará                       | Feira de Santana       | Centro-Norte Baiano           | 239,659         | 25.469  | 106,27  |
| 172 | Irecê                       | Irecê                  | Centro-Norte Baiano           | 313,695         | 62.211  | 198,32  |
| 173 | Itabela                     | Porto Seguro           | Sul Baiano                    | 853,267         | 25.664  | 30,08   |
| 174 | Itaberaba                   | Itaberaba              | Centro-Norte Baiano           | 2.357,185       | 70.611  | 26,60   |
| 175 | Itabuna                     | Ilhéus-Itabuna         | Sul Baiano                    | 443,2           | 209.221 | 462,50  |
| 176 | Itacaré                     | Ilhéus-Itabuna         | Sul Baiano                    | 730,280         | 17.893  | 24,50   |
| 177 | Itaeté                      | Seabra                 | Centro-Sul Baiano             | 1.194,489       | 13.795  | 11,50   |
| 178 | Itagi                       | Jequié                 | Centro-Sul Baiano             | 303,462         | 14.684  | 48,40   |
| 179 | Itagibá                     | Ilhéus-Itabuna         | Sul Baiano                    | 810,340         | 15.309  | 18,80   |
| 180 | Itagimirim                  | Porto Seguro           | Sul Baiano                    | 817,306         | 7.007   | 8,57    |
| 181 | Itaguaçu da Bahia           | Barra                  | Vale São-Franciscano da Bahia | 4.396,339       | 8.738   | 2,00    |
| 182 | Itaju do Colônia            | Ilhéus-Itabuna         | Sul Baiano                    | 1.217,535       | 7.710   | 6,30    |
| 183 | Itajuípe                    | Ilhéus-Itabuna         | Sul Baiano                    | 295,912         | 20.746  | 70,10   |
| 184 | Itamaraju                   | Sul Baiano             | Porto Seguro                  | 2.369,91        | 65.232  | 27,53   |
| 185 | Itamari                     | Ilhéus-Itabuna         | Sul Baiano                    | 131,469         | 7.994   | 60,80   |
| 186 | Itambé                      | Itapetinga             | Centro-Sul Baiano             | 1.625,681       | 35.918  | 22,10   |
| 187 | Itanagra                    | Catu                   | Metropolitana de Salvador     | 452,375         | 6.711   | 14,84   |
| 188 | Itanhém                     | Porto Seguro           | Sul Baiano                    | 1.445,063       | 20.349  | 14,08   |
| 189 | Itaparica                   | Salvador               | Metropolitana de Salvador     | 246,68          | 55.902  | 226,62  |
| 190 | Itapebi                     | Ilhéus-Itabuna         | Sul Baiano                    | 972,036         | 11.161  | 11,50   |
| 191 | Itapetinga                  | Itapetinga             | Centro-Sul Baiano             | 1.609,515       | 63.177  | 39,25   |
| 192 | Itapicuru                   | Ribeira do Pombal      | Nordeste Baiano               | 1.550,832       | 29.112  | 18,80   |
| 193 | Itapitanga                  | Ilhéus-Itabuna         | Sul Baiano                    | 410,422         | 10.315  | 25,10   |
| 194 | Itapé                       | Ilhéus-Itabuna         | Sul Baiano                    | 443,270         | 13.906  | 31,40   |
| 195 | Itaquara                    | Jequié                 | Centro-Sul Baiano             | 296,896         | 7.097   | 23,90   |
| 196 | Itarantim                   | Itapetinga             | Centro-Sul Baiano             | 1.783,747       | 16.709  | 9,40    |
| 197 | Itatim                      | Feira de Santana       | Centro-Norte Baiano           | 574,259         | 14.633  | 25,48   |
| 198 | Itiruçu                     | Jequié                 | Centro-Sul Baiano             | 302,926         | 15.541  | 51,30   |
| 199 | Itiúba                      | Senhor do Bonfim       | Centro-Norte Baiano           | 1.730,792       | 34.696  | 20,50   |
| 200 | Itororó                     | Itapetinga             | Centro-Sul Baiano             | 330,72          | 20.082  | 60,70   |
| 201 | Ituaçu                      | Brumado                | Centro-Sul Baiano             | 1.216,149       | 17.833  | 14,70   |
| 202 | Ituberá                     | Valença                | Sul Baiano                    | 417,542         | 23.409  | 56,06   |
| 203 | Iuiú                        | Guanambi               | Centro-Sul Baiano             | 1.095,715       | 9.862   | 9,00    |
| 204 | Jaborandi                   | Santa Maria da Vitória | Extremo Oeste Baiano          | 9.479,853       | 8.735   | 0,92    |
| 205 | Jacaraci                    | Guanambi               | Centro-Sul Baiano             | 1.241,918       | 14.674  | 11,82   |
| 206 | Jacobina                    | Jacobina               | Centro-Norte Baiano           | 2.319,825       | 75.132  | 32,39   |
| 207 | Jaguaquara                  | Jequié                 | Centro-Sul Baiano             | 960,398         | 46.001  | 47,90   |
| 208 | Jaguarari                   | Senhor do Bonfim       | Centro-Norte Baiano           | 2.567,158       | 23.770  | 9,26    |
| 209 | Jaguaripe                   | Santo Antônio de Jesus | Metropolitana de Salvador     | 891,345         | 12.625  | 14,16   |
| 210 | Jandaíra                    | Entre Rios             | Nordeste Baiano               | 642,652         | 8.050   | 12,53   |
| 211 | Jequié                      | Jequié                 | Centro-Sul Baiano             | 3.035,423       | 148.974 | 49,10   |
| 212 | Jeremoabo                   | Jeremoabo              | Nordeste Baiano               | 4.761,114       | 36.483  | 7,66    |
| 213 | Jiquiriçá                   | Jequié                 | Centro-Sul Baiano             | 236,255         | 12.724  | 53,86   |
| 214 | Jitaúna                     | Jequié                 | Centro-Sul Baiano             | 332,805         | 16.871  | 50,69   |
| 215 | João Dourado                | Irecê                  | Centro-Norte Baiano           | 984,019         | 18.361  | 18,66   |
| 216 | Juazeiro                    | Juazeiro               | Vale São-Franciscano da Bahia | 6.389,623       | 230.538 | 32,50   |
| 217 | Jucuruçu                    | Porto Seguro           | Sul Baiano                    | 1.438,463       | 8.735   | 6,07    |
| 218 | Jussara                     | Irecê                  | Centro-Norte Baiano           | 886,019         | 14.489  | 16,76   |
| 219 | Jussari                     | Ilhéus-Itabuna         | Sul Baiano                    | 356,735         | 6.889   | 19,30   |
| 220 | Jussiape                    | Seabra                 | Centro-Sul Baiano             | 523,395         | 7.720   | 14,75   |
| 221 | Lafaiete Coutinho           | Jequié                 | Centro-Sul Baiano             | 352,658         | 3.597   | 10,20   |
| 222 | Lagoa Real                  | Guanambi               | Centro-Sul Baiano             | 996,292         | 14.068  | 14,10   |
| 223 | Laje                        | Jequié                 | Centro-Sul Baiano             | 498,089         | 21.108  | 42,38   |
| 224 | Lajedinho                   | Itaberaba              | Centro-Norte Baiano           | 807,336         | 4.248   | 5,26    |
| 225 | Lajedo do Tabocal           | Jequié                 | Centro-Sul Baiano             | 423,785         | 8.413   | 19,85   |
| 226 | Lajedão                     | Porto Seguro           | Sul Baiano                    | 613,907         | 2.575   | 4,19    |
| 227 | Lamarão                     | Serrinha               | Nordeste Baiano               | 356,002         | 8.975   | 25,20   |
| 228 | Lapão                       | Irecê                  | Centro-Norte Baiano           | 638,317         | 27.509  | 43,10   |
| 229 | Lauro de Freitas            | Salvador               | Metropolitana de Salvador     | 59,905          | 145.831 | 2434,40 |
| 230 | Lençóis                     | Seabra                 | Centro-Sul Baiano             | 1.240,362       | 9.877   | 8,00    |
| 231 | Licínio de Almeida          | Guanambi               | Centro-Sul Baiano             | 785,417         | 11.080  | 14,10   |
| 232 | Livramento de Nossa Senhora | Livramento do Brumado  | Centro-Sul Baiano             | 2267,021        | 40.709  | 18,00   |
| 233 | Luís Eduardo Magalhães      | Barreiras              | Extremo Oeste Baiano          | 4.018,778       | 25.378  | 6,31    |
| 234 | Macajuba                    | Itaberaba              | Centro-Norte Baiano           | 707,098         | 11.463  | 16,21   |
| 235 | Macarani                    | Itapetinga             | Centro-Sul Baiano             | 1.371,657       | 14.986  | 10,90   |
| 236 | Macaúbas                    | Boquira                | Centro-Sul Baiano             | 3.039,268       | 46.554  | 15,30   |
| 237 | Macururé                    | Paulo Afonso           | Vale São-Franciscano da Bahia | 2.278,726       | 9.955   | 4,40    |
| 238 | Madre de Deus               | Salvador               | Metropolitana de Salvador     | 11,141          | 15.432  | 1385,10 |
| 239 | Maetinga                    | Brumado                | Centro-Sul Baiano             | 368,390         | 16.083  | 43,70   |
| 240 | Maiquinique                 | Itapetinga             | Centro-Sul Baiano             | 404             | 6.956   | 16,80   |
| 241 | Mairi                       | Itaberaba              | Centro-Norte Baiano           | 905,851         | 19.103  | 21,09   |
| 242 | Malhada                     | Guanambi               | Centro-Sul Baiano             | 2.138,093       | 15.909  | 7,40    |
| 243 | Malhada de Pedras           | Brumado                | Centro-Sul Baiano             | 479,393         | 9.263   | 19,30   |
| 244 | Manoel Vitorino             | Vitória da Conquista   | Centro-Sul Baiano             | 2.400,228       | 16.470  | 6,90    |
| 245 | Mansidão                    | Cotegipe               | Extremo Oeste Baiano          | 3.142,825       | 11.597  | 3,70    |
| 246 | Maracás                     | Jequié                 | Centro-Sul Baiano             | 2.435,201       | 34.140  | 14,02   |
| 247 | Maragogipe                  | Santo Antônio de Jesus | Metropolitana de Salvador     | 436,072         | 41.411  | 94,96   |
| 248 | Maraú                       | Valença                | Sul Baiano                    | 774,447         | 16.447  | 21,24   |
| 249 | Marcionílio Souza           | Jequié                 | Centro-Sul Baiano             | 1.162,138       | 10.688  | 9,20    |
| 250 | Mascote                     | Ilhéus-Itabuna         | Sul Baiano                    | 709,253         | 13.114  | 18,50   |
| 251 | Mata de São João            | Catu                   | Metropolitana de Salvador     | 670,380         | 34.051  | 50,80   |
| 252 | Matina                      | Guanambi               | Centro-Sul Baiano             | 773,386         | 11.230  | 14,50   |
| 253 | Medeiros Neto               | Porto Seguro           | Sul Baiano                    | 1.245,749       | 20.561  | 16,50   |
| 254 | Miguel Calmon               | Jacobina               | Centro-Norte Baiano           | 1.465,438       | 26.788  | 18,28   |
| 255 | Milagres                    | Jequié                 | Centro-Sul Baiano             | 307,779         | 14.086  | 45,80   |
| 256 | Mirangaba                   | Jacobina               | Centro-Norte Baiano           | 1.952,295       | 16.799  | 8,60    |
| 257 | Mirante                     | Vitória da Conquista   | Centro-Sul Baiano             | 927,826         | 17.660  | 19,00   |
| 258 | Monte Santo                 | Euclides da Cunha      | Nordeste Baiano               | 3.285,166       | 51.257  | 15,60   |
| 259 | Morpará                     | Barra                  | Vale São-Franciscano da Bahia | 1.731,929       | 9.462   | 5,50    |
| 260 | Morro do Chapéu             | Jacobina               | Centro-Norte Baiano           | 5.531,854       | 33.541  | 6,06    |
| 261 | Mortugaba                   | Guanambi               | Centro-Sul Baiano             | 670,608         | 12.373  | 18,50   |
| 262 | Mucugê                      | Seabra                 | Centro-Sul Baiano             | 2.482,204       | 16.124  | 6,50    |
| 263 | Mucuri                      | Porto Seguro           | Sul Baiano                    | 1.774,763       | 32.215  | 18,15   |
| 264 | Mulungu do Morro            | Irecê                  | Centro-Norte Baiano           | 517,598         | 16.124  | 31,20   |
| 265 | Mundo Novo                  | Itaberaba              | Centro-Norte Baiano           | 1496,144        | 14.286  | 9,50    |
| 266 | Muniz Ferreira              | Santo Antônio de Jesus | Metropolitana de Salvador     | 113,706         | 6.985   | 61,43   |
| 267 | Muquém de São Francisco     | Barra                  | Vale São-Franciscano da Bahia | 3.833,915       | 9.632   | 2,50    |
| 268 | Muritiba                    | Santo Antônio de Jesus | Metropolitana de Salvador     | 110,562         | 27.158  | 245,64  |
| 269 | Mutuípe                     | Jequié                 | Centro-Sul Baiano             | 273,320         | 20.441  | 74,80   |
| 270 | Nazaré                      | Santo Antônio de Jesus | Metropolitana de Salvador     | 256,352         | 26.011  | 101,47  |
| 271 | Nilo Peçanha                | Valença                | Sul Baiano                    | 385,381         | 12.847  | 3334,00 |
| 272 | Nordestina                  | Euclides da Cunha      | Nordeste Baiano               | 470,916         | 12.147  | 25,79   |
| 273 | Nova Canaã                  | Vitória da Conquista   | Centro-Sul Baiano             | 757,461         | 16.497  | 21,80   |
| 274 | Nova Fátima                 | Serrinha               | Nordeste Baiano               | 371,480         | 5.414   | 14,60   |
| 275 | Nova Ibiá                   | Ilhéus-Itabuna         | Sul Baiano                    | 180,701         | 4.733   | 26,20   |
| 276 | Nova Itarana                | Jequié                 | Centro-Sul Baiano             | 456,256         | 6.560   | 14,40   |
| 277 | Nova Redenção               | Seabra                 | Centro-Sul Baiano             | 510,918         | 7.409   | 14,50   |
| 278 | Nova Soure                  | Ribeira do Pombal      | Nordeste Baiano               | 1.021,277       | 24.209  | 23,70   |
| 279 | Nova Viçosa                 | Porto Seguro           | Sul Baiano                    | 1.326,122       | 34.501  | 26,02   |
| 280 | Novo Horizonte              | Boquira                | Centro-Sul Baiano             | 612,451         | 7.275   | 11,90   |
| 281 | Novo Triunfo                | Ribeira do Pombal      | Nordeste Baiano               | 217,894         | 15.436  | 70,80   |
| 282 | Olindina                    | Ribeira do Pombal      | Nordeste Baiano               | 575,412         | 25.694  | 44,70   |
| 283 | Oliveira dos Brejinhos      | Boquira                | Centro-Sul Baiano             | 3.563,908       | 22.082  | 6,20    |
| 284 | Ouriçangas                  | Feira de Santana       | Centro-Norte Baiano           | 148,166         | 8.048   | 54,32   |
| 285 | Ourolândia                  | Jacobina               | Centro-Norte Baiano           | 1.276,011       | 15.759  | 12,35   |
| 286 | Palmas de Monte Alto        | Guanambi               | Centro-Sul Baiano             | 2.789,417       | 19.823  | 7,10    |
| 287 | Palmeiras                   | Seabra                 | Centro-Sul Baiano             | 695,719         | 7.792   | 11,20   |
| 288 | Paramirim                   | Livramento do Brumado  | Centro-Sul Baiano             | 1.115,641       | 26.245  | 17,30   |
| 289 | Paratinga                   | Bom Jesus da Lapa      | Vale São-Franciscano da Bahia | 2.956,387       | 30.230  | 10,20   |
| 290 | Paripiranga                 | Ribeira do Pombal      | Nordeste Baiano               | 388,784         | 27.002  | 69,50   |
| 291 | Pau Brasil                  | Ilhéus-Itabuna         | Sul Baiano                    | 609,505         | 10.765  | 17,70   |
| 292 | Paulo Afonso                | Paulo Afonso           | Vale São-Franciscano da Bahia | 1.573,627       | 103.705 | 65,90   |
| 293 | Pedro Alexandre             | Jeremoabo              | Nordeste Baiano               | 1.110,078       | 18.522  | 16,70   |
| 294 | Pedrão                      | Feira de Santana       | Centro-Norte Baiano           | 172,458         | 6.900   | 40,01   |
| 295 | Piatã                       | Seabra                 | Centro-Sul Baiano             | 1.508,036       | 19.465  | 12,90   |
| 296 | Pilão Arcado                | Juazeiro               | Vale São-Franciscano da Bahia | 11.700,012      | 29.812  | 2,50    |
| 297 | Pindaí                      | Guanambi               | Centro-Sul Baiano             | 715,482         | 14.706  | 20,60   |
| 298 | Pindobaçu                   | Senhor do Bonfim       | Centro-Norte Baiano           | 527,742         | 18.551  | 35,20   |
| 299 | Pintadas                    | Feira de Santana       | Centro-Norte Baiano           | 531,4           | 10.760  | 20,33   |
| 300 | Piraí do Norte              | Valença                | Sul Baiano                    | 227,638         | 6.059   | 26,62   |
| 301 | Piripá                      | Brumado                | Centro-Sul Baiano             | 651,302         | 20.294  | 31,20   |
| 302 | Piritiba                    | Jacobina               | Centro-Norte Baiano           | 990,598         | 23.943  | 24,17   |
| 303 | Planaltino                  | Jequié                 | Centro-Sul Baiano             | 938,104         | 6.235   | 6,60    |
| 304 | Planalto                    | Vitória da Conquista   | Centro-Sul Baiano             | 722,987         | 20.380  | 28,20   |
| 305 | Pojuca                      | Catu                   | Metropolitana de Salvador     | 318,205         | 29.711  | 93,37   |
| 306 | Ponto Novo                  | Jacobina               | Centro-Norte Baiano           | 465,311         | 14.460  | 31,08   |
| 307 | Porto Seguro                | Porto Seguro           | Sul Baiano                    | 2.408,6         | 140.692 | 58,20   |
| 308 | Potiraguá                   | Itapetinga             | Centro-Sul Baiano             | 989,471         | 17.635  | 17,86   |
| 309 | Poções                      | Vitória da Conquista   | Centro-Sul Baiano             | 962,857         | 44.678  | 50,80   |
| 310 | Prado                       | Porto Seguro           | Sul Baiano                    | 1.664,536       | 21.530  | 12,93   |
| 311 | Presidente Dutra            | Irecê                  | Centro-Norte Baiano           | 243,922         | 14.112  | 57,90   |
| 312 | Presidente Jânio Quadros    | Brumado                | Centro-Sul Baiano             | 827,379         | 15.874  | 14,40   |
| 313 | Presidente Tancredo Neves   | Valença                | Sul Baiano                    | 414,912         | 22.501  | 54,23   |
| 314 | Pé de Serra                 | Serrinha               | Nordeste Baiano               | 558,438         | 10.966  | 19,60   |
| 315 | Queimadas                   | Euclides da Cunha      | Nordeste Baiano               | 2.097,668       | 25.625  | 12,22   |
| 316 | Quijingue                   | Euclides da Cunha      | Nordeste Baiano               | 1.271,069       | 27.203  | 21,40   |
| 317 | Quixabeira                  | Jacobina               | Centro-Norte Baiano           | 368,017         | 9.117   | 24,77   |
| 318 | Rafael Jambeiro             | Feira de Santana       | Centro-Norte Baiano           | 1.234,248       | 21.589  | 17,49   |
| 319 | Remanso                     | Juazeiro               | Vale São-Franciscano da Bahia | 4.693,505       | 37.625  | 8,00    |
| 320 | Retirolândia                | Serrinha               | Nordeste Baiano               | 203,786         | 10.593  | 52,00   |
| 321 | Riacho de Santana           | Guanambi               | Centro-Sul Baiano             | 2.698,465       | 29.652  | 11,00   |
| 322 | Riachão das Neves           | Santa Maria da Vitória | Extremo Oeste Baiano          | 5.840,191       | 23.109  | 4,00    |
| 323 | Riachão do Jacuípe          | Serrinha               | Nordeste Baiano               | 1.199,201       | 32.425  | 22,70   |
| 324 | Ribeira do Amparo           | Ribeira do Pombal      | Nordeste Baiano               | 699,342         | 13.875  | 19,80   |
| 325 | Ribeira do Pombal           | Ribeira do Pombal      | Nordeste Baiano               | 807,137         | 49.013  | 60,70   |
| 326 | Ribeirão do Largo           | Itapetinga             | Centro-Sul Baiano             | 1.222,153       | 18.492  | 15,10   |
| 327 | Rio Real                    | Alagoinhas             | Nordeste Baiano               | 676             | 36.691  | 54,30   |
| 328 | Rio de Contas               | Seabra                 | Centro-Sul Baiano             | 1.052,302       | 13.681  | 13,00   |
| 329 | Rio do Antônio              | Brumado                | Centro-Sul Baiano             | 986,990         | 15.596  | 15,80   |
| 330 | Rio do Pires                | Livramento do Brumado  | Centro-Sul Baiano             | 889,359         | 11.944  | 13,40   |
| 331 | Rodelas                     | Paulo Afonso           | Vale São-Franciscano da Bahia | 2.575,088       | 7.691   | 3,00    |
| 332 | Ruy Barbosa                 | Itaberaba              | Centro-Norte Baiano           | 2.128,936       | 28.278  | 13,30   |
| 333 | Salinas da Margarida        | Santo Antônio de Jesus | Metropolitana de Salvador     | 148,327         | 11.207  | 75,60   |
| 334 | Santa Brígida               | Jeremoabo              | Nordeste Baiano               | 848,873         | 19.538  | 23,00   |
| 335 | Santa Bárbara               | Feira de Santana       | Centro-Norte Baiano           | 338,574         | 19.358  | 57,18   |
| 336 | Santa Cruz Cabrália         | Porto Seguro           | Sul Baiano                    | 1.550,791       | 36.544  | 23,60   |
| 337 | Santa Cruz da Vitória       | Ilhéus-Itabuna         | Sul Baiano                    | 250,035         | 7.296   | 29,20   |
| 338 | Santa Inês                  | Jequié                 | Centro-Sul Baiano             | 356,193         | 11.741  | 33,00   |
| 339 | Santa Luzia                 | Ilhéus-Itabuna         | Sul Baiano                    | 785,193         | 14.908  | 19,00   |
| 340 | Santa Maria da Vitória      | Santa Maria da Vitória | Extremo Oeste Baiano          | 1.890,695       | 40.184  | 21,25   |
| 341 | Santa Rita de Cássia        | Cotegipe               | Extremo Oeste Baiano          | 6.071,116       | 27.224  | 4,10    |
| 342 | Santa Teresinha             | Feira de Santana       | Centro-Norte Baiano           | 710,313         | 8.576   | 12,10   |
| 343 | Santaluz                    | Serrinha               | Nordeste Baiano               | 1.597,202       | 31.189  | 19,50   |
| 344 | Santana                     | Santa Maria da Vitória | Extremo Oeste Baiano          | 1.999,407       | 25.450  | 11,90   |
| 345 | Santanópolis                | Feira de Santana       | Centro-Norte Baiano           | 250,027         | 8.144   | 32,60   |
| 346 | Santo Amaro                 | Santo Antônio de Jesus | Metropolitana de Salvador     | 518,260         | 61.516  | 118,70  |
| 347 | Santo Antônio de Jesus      | Santo Antônio de Jesus | Metropolitana de Salvador     | 259,213         | 86.876  | 335,20  |
| 348 | Santo Estêvão               | Feira de Santana       | Centro-Norte Baiano           | 365,141         | 44.163  | 120,90  |
| 349 | Sapeaçu                     | Santo Antônio de Jesus | Metropolitana de Salvador     | 125,582         | 17.367  | 138,30  |
| 350 | Saubara                     | Santo Antônio de Jesus | Metropolitana de Salvador     | 158,933         | 11.781  | 74,10   |
| 351 | Saúde                       | Jacobina               | Centro-Norte Baiano           | 500             | 11.560  | 23,12   |
| 352 | Seabra                      | Seabra                 | Centro-Sul Baiano             | 2.825,016       | 40.562  | 14,40   |
| 353 | Sebastião Laranjeiras       | Guanambi               | Centro-Sul Baiano             | 2.004,185       | 9.424   | 4,70    |
| 354 | Senhor do Bonfim            | Senhor do Bonfim       | Centro-Norte Baiano           | 816,697         | 72.574  | 68,90   |
| 355 | Sento Sé                    | Juazeiro               | Vale São-Franciscano da Bahia | 12.871,039      | 35.432  | 2,80    |
| 356 | Serra Dourada               | Santa Maria da Vitória | Extremo Oeste Baiano          | 1.441,545       | 18.410  | 12,80   |
| 357 | Serra Preta                 | Feira de Santana       | Centro-Norte Baiano           | 536,892         | 17.777  | 33,10   |
| 358 | Serra do Ramalho            | Bom Jesus da Lapa      | Vale São-Franciscano da Bahia | 2.677,366       | 32.189  | 12,00   |
| 359 | Serrinha                    | Serrinha               | Nordeste Baiano               | 568,405         | 76.045  | 132,80  |
| 360 | Serrolândia                 | Jacobina               | Centro-Norte Baiano           | 373,762         | 12.085  | 32,30   |
| 361 | Simões Filho                | Salvador               | Metropolitana de Salvador     | 192,163         | 109.775 | 571,30  |
| 362 | Sobradinho                  | Juazeiro               | Vale São-Franciscano da Bahia | 1.322,661       | 21.410  | 16,20   |
| 363 | Souto Soares                | Irecê                  | Centro-Norte Baiano           | 1.095,850       | 12.198  | 11,10   |
| 364 | Sátiro Dias                 | Alagoinhas             | Nordeste Baiano               | 974,549         | 19.856  | 20,40   |
| 365 | São Desidério               | Barreiras              | Extremo Oeste Baiano          | 14.819,585      | 19.027  | 1,28    |
| 366 | São Domingos                | Serrinha               | Nordeste Baiano               | 265,375         | 7.250   | 27,30   |
| 367 | São Felipe                  | Santo Antônio de Jesus | Metropolitana de Salvador     | 197,898         | 30.316  | 104,70  |
| 368 | São Francisco do Conde      | Salvador               | Metropolitana de Salvador     | 266,631         | 30.690  | 115,10  |
| 369 | São Félix                   | Santo Antônio de Jesus | Metropolitana de Salvador     | 95,502          | 14.805  | 155,00  |
| 370 | São Félix do Coribe         | Santa Maria da Vitória | Extremo Oeste Baiano          | 846,123         | 11.643  | 13,80   |
| 371 | São Gabriel                 | Irecê                  | Centro-Norte Baiano           | 1.115,798       | 18.797  | 16,20   |
| 372 | São Gonçalo dos Campos      | Feira de Santana       | Centro-Norte Baiano           | 293,989         | 28.978  | 98,60   |
| 373 | São José da Vitória         | Ilhéus-Itabuna         | Sul Baiano                    | 53,395          | 4.344   | 81,40   |
| 374 | São José do Jacuípe         | Jacobina               | Centro-Norte Baiano           | 369,229         | 5.683   | 15,40   |
| 375 | São Miguel das Matas        | Jequié                 | Centro-Sul Baiano             | 207,446         | 10.537  | 50,80   |
| 376 | São Sebastião do Passé      | Catu                   | Metropolitana de Salvador     | 549,425         | 42.246  | 76,90   |
| 377 | Sítio do Mato               | Bom Jesus da Lapa      | Vale São-Franciscano da Bahia | 1.709,762       | 13.979  | 8,20    |
| 378 | Sítio do Quinto             | Jeremoabo              | Nordeste Baiano               | 651,958         | 20.664  | 31,70   |
| 379 | Tabocas do Brejo Velho      | Cotegipe               | Extremo Oeste Baiano          | 1.550,518       | 13.595  | 8,80    |
| 380 | Tanhaçu                     | Brumado                | Centro-Sul Baiano             | 1.341,793       | 31.309  | 15,90   |
| 381 | Tanque Novo                 | Boquira                | Centro-Sul Baiano             | 825,943         | 17.100  | 20,70   |
| 382 | Tanquinho                   | Feira de Santana       | Centro-Norte Baiano           | 215,5           | 5.403   | 25,80   |
| 383 | Taperoá                     | Valença                | Sul Baiano                    | 408,576         | 15.121  | 37,00   |
| 384 | Tapiramutá                  | Itaberaba              | Centro-Norte Baiano           | 663,870         | 19.519  | 29,40   |
| 385 | Teixeira de Freitas         | Porto Seguro           | Sul Baiano                    | 1.153,791       | 123.399 | 107,00  |
| 386 | Teodoro Sampaio             | Feira de Santana       | Centro-Norte Baiano           | 277,766         | 8.361   | 30,10   |
| 387 | Teofilândia                 | Serrinha               | Nordeste Baiano               | 317,982         | 19.602  | 61,60   |
| 388 | Teolândia                   | Ilhéus-Itabuna         | Sul Baiano                    | 288,272         | 12.673  | 44,00   |
| 389 | Terra Nova                  | Catu                   | Metropolitana de Salvador     | 198,626         | 12.281  | 61,83   |
| 390 | Tremedal                    | Brumado                | Centro-Sul Baiano             | 1.779,422       | 20.811  | 11,70   |
| 391 | Tucano                      | Euclides da Cunha      | Nordeste Baiano               | 2.801,292       | 54.106  | 19,30   |
| 392 | Uauá                        | Euclides da Cunha      | Nordeste Baiano               | 2.950,274       | 27.196  | 9,20    |
| 393 | Ubaitaba                    | Ilhéus-Itabuna         | Sul Baiano                    | 221,753         | 25.890  | 116,80  |
| 394 | Ubatã                       | Ilhéus-Itabuna         | Sul Baiano                    | 332,985         | 18.815  | 56,50   |
| 395 | Ubaíra                      | Jequié                 | Centro-Sul Baiano             | 762,404         | 20.439  | 26,80   |
| 396 | Uibaí                       | Irecê                  | Centro-Norte Baiano           | 515,662         | 13.809  | 26,80   |
| 397 | Umburanas                   | Senhor do Bonfim       | Centro-Norte Baiano           | 1.812,741       | 16.036  | 8,80    |
| 398 | Una                         | Ilhéus-Itabuna         | Sul Baiano                    | 1.159,525       | 36.734  | 31,70   |
| 399 | Urandi                      | Guanambi               | Centro-Sul Baiano             | 895,926         | 16.150  | 18,00   |
| 400 | Uruçuca                     | Ilhéus-Itabuna         | Sul Baiano                    | 337,705         | 22.092  | 37,60   |
| 401 | Utinga                      | Seabra                 | Centro-Sul Baiano             | 717,344         | 16.773  | 23,40   |
| 402 | Valente                     | Serrinha               | Nordeste Baiano               | 356,895         | 21.653  | 56,30   |
| 403 | Valença                     | Valença                | Sul Baiano                    | 1.190,381       | 85.224  | 71,60   |
| 404 | Varzedo                     | Santo Antônio de Jesus | Metropolitana de Salvador     | 167,003         | 8.681   | 52,00   |
| 405 | Vera Cruz                   | Salvador               | Metropolitana de Salvador     | 252,759         | 35.303  | 139,70  |
| 406 | Vereda                      | Porto Seguro           | Sul Baiano                    | 828,700         | 6.700   | 7,70    |
| 407 | Vitória da Conquista        | Vitória da Conquista   | Centro-Sul Baiano             | 3.204,257       | 308.204 | 90,40   |
| 408 | Várzea Nova                 | Jacobina               | Centro-Norte Baiano           | 1.165,165       | 11.973  | 10,30   |
| 409 | Várzea da Roça              | Itaberaba              | Centro-Norte Baiano           | 549,339         | 13.768  | 25,10   |
| 410 | Várzea do Poço              | Jacobina               | Centro-Norte Baiano           | 220,414         | 6.637   | 30,10   |
| 411 | Wagner                      | Seabra                 | Centro-Sul Baiano             | 415,819         | 9.809   | 23,60   |
| 412 | Wanderley                   | Cotegipe               | Extremo Oeste Baiano          | 3.043,408       | 13.658  | 4,50    |
| 413 | Wenceslau Guimarães         | Ilhéus-Itabuna         | Sul Baiano                    | 661,792         | 29.251  | 44,20   |
| 414 | Xique-Xique                 | Barra                  | Vale São-Franciscano da Bahia | 5.671,439       | 45.638  | 8,40    |
| 415 | Água Fria                   | Feira de Santana       | Centro-Norte Baiano           | 643,18          | 14.776  | 22,97   |
| 416 | Érico Cardoso               | Livramento do Brumado  | Centro-Sul Baiano             | 701,458         | 10.609  | 15,12   |